# 東京やなぎ句会
東京やなぎ句会（とうきょう・やなぎ・くかい）は1969年に結成された句会（俳句の同好会）である。

## メンバー

### 創設メンバー
- 9代目入船亭扇橋（宗匠、俳号は光石）
- 永六輔（俳号は並木橋 のちに 六丁目）
- 小沢昭一（俳号は変哲）
- 江國滋（俳号は滋酔郎）
- 3代目桂米朝（俳号は八十八）
- 大西信行（俳号は獏十）
- 10代目柳家小三治（俳号は土茶）
- 矢野誠一（俳号は徳三郎）
- 三田純市（俳号は頓道）
- 永井啓夫（俳号は余沙）

（創設メンバーの俳号は）

### のちに参加したメンバー
- 神吉拓郎（俳号は尊鬼のち拓郎）
- 加藤武（俳号は阿吽）
- 山下かおる（小三治のマネージャー）
- 小林聡美
- 倉野章子
- 4代目中村梅花
- 南伸坊[2]
- 下重暁子[2]

## 概要
1969年1月5日、東京都新宿区の鮨屋「銀八」で「やなぎ句会」の名で結成。「やなぎ」は宗匠である扇橋と小三治の亭号である「柳」からとった。
同年1月末、やなぎ句会の影響で、雑誌『話の特集』の関係者が「話の特集句会」を開始。永、小沢と、書記の女性は、やなぎ句会と共通していた。
のち神吉、加藤が加わり12人となった。1974年に「東京やなぎ句会」に改称。
細かい会則（規則）があり、欠席の場合は必ず未婚女性を代理で出席させることや、句友の女性に手を出した人は即時除名するなどがある。
毎月17日に定例句会を開催し、俳句の作品発表のほか、俳句とは全く関係ない話などで盛り上がり、ゲストに招かれた鷹羽狩行は「あれは、句会じゃない」と言いつつ、会に喜々として参加していた。
同人の多くが亡くなってしまったため、山下（1997年より書記）、小林、倉野、梅花を加入させた。
10代目柳家小三治の逝去に伴い創設時からのメンバーが矢野誠一のみになったため、矢野の「独断」で2021年10月17日の句会をもって「東京やなぎ句会」の名称を返上した。今後も句会は継続するが、新しい名称は未定。2025年7月に矢野が死去し、創設時のメンバーは全員故人となった。

## 東京やなぎ句会名義の著書
- 佐渡新発見 東京やなぎ句会(著) 三一書房(三一新書) 1993
- 友あり駄句あり三十年―恥多き男づきあい春重ね 入船亭扇橋, 柳家小三治, 江國滋, 大西信行, 三田純市, 桂米朝, 永井啓夫, 矢野誠一, 永六輔, 神吉拓郎, 小沢昭一, 加藤武(著) 東京やなぎ句会(編集) 日本経済新聞社 1999
- 五・七・五―句宴四十年 東京やなぎ句会(編集) 岩波書店 2009
- 楽し句も、苦し句もあり、五・七・五――五百回、四十二年 東京やなぎ句会(編集) 岩波書店 2011
- 友ありてこそ、五・七・五 東京やなぎ句会(編集) 岩波書店 2013

## 関連文献
- 小沢昭一、神崎宣武(聞き手）『道楽三昧　遊びつづけて八十年』岩波新書 2009